# Фразы безопасности
Фразы по безопасности (указания по безопасности, S-фразы; англ. Safety Statements, S statements, S numbers, S phrases, S sentences) — стандартные указания по безопасному обращению с опасными веществами, установленные в Приложении IV Директивы 67/548/EEC ЕЭС «Согласование законов, предписаний и административных положений в отношении классификации, упаковки и маркировки опасных веществ».
Список указаний был переопубликован в Директиве 2001/59/EC Евросоюза.

## Правила составления и расшифровки S-фраз
См. Указания по безопасности R/S.

## Перечень S-фраз
(Фразы, соответствующие пропущенным номерам, были отменены или включены в другие фразы)
| Код фразы | Расшифровка фразы |
| --------- | --- |
| (S1)      | Хранить под замком |
| (S2)      | Хранить в местах, недоступных для детей                                                                                                 |
| S3        | Хранить в прохладном месте |
| S4        | Хранить вдали от жилых помещений |
| S5        | Хранить содержимое под … (соответствующую жидкость указывает производитель)                                                             |
| S6        | Хранить под … (инертный газ указывает производитель)                                                                                    |
| S7        | Держать контейнер плотно закрытым |
| S8        | Хранить контейнер в сухом месте |
| S9        | Хранить контейнер в хорошо проветриваемом помещении                                                                                     |
| S12       | Не запечатывать контейнер |
| S13       | Хранить вдали от продуктов питания, напитков и корма для животных                                                                       |
| S14       | Хранить вдали от … (несовместимые вещества указывает производитель)                                                                     |
| S15       | Хранить вдали от источников тепла |
| S16       | Хранить вдали от источников возгорания — Не курить                                                                                      |
| S17       | Хранить вдали от горючих материалов |
| S18       | Обращаться и вскрывать с осторожностью                                                                                                  |
| S20       | Не принимать пищу и напитки при работе с материалом                                                                                     |
| S21       | Не курить при работе с материалом |
| S22       | Не вдыхать пыль |
| S23       | Не вдыхать газ/пары/аэрозоли (нужное указывает производитель)                                                                           |
| S24       | Избегать попадания на кожу |
| S25       | Избегать попадания в глаза |
| S26       | В случае попадания в глаза немедленно промыть глаза большим количеством воды и обратиться за медицинской помощью                        |
| S27       | Немедленно снять всю загрязненную одежду                                                                                                |
| S28       | При попадании на кожу немедленно промыть большим количеством … (вещество указывает производитель)                                       |
| S29       | Не сливать в канализацию |
| S30       | Никогда не приливать воду к данному материалу                                                                                           |
| S33       | Примите меры предосторожности во избежание статических разрядов                                                                         |
| S35       | Материал и тара должны утилизироваться безопасным образом                                                                               |
| S36       | Наденьте соответствующую защитную одежду                                                                                                |
| S37       | Наденьте соответствующие перчатки |
| S38       | В условиях недостаточной вентиляции работайте в соответствующей респираторной экипировке                                                |
| S39       | Используйте средства защиты глаз/лица                                                                                                   |
| S40       | Для обработки пола и других предметов, загрязненных данным материалом, используйте … (вещество указывает производитель)                 |
| S41       | В случае пожара и/или взрыва не вдыхать дым                                                                                             |
| S42       | При образовании паров/аэрозоля использовать соответствующие респираторы (тип респиратора указывает производитель)                       |
| S43       | В случае пожара использовать … (указать средства пожаротушения. Если вода увеличивает риск, добавить «Не тушить водой»)                 |
| S45       | В случае аварии или при плохом самочувствии немедленно обратиться за медицинской помощью (по возможности предъявить этикетку материала) |
| S46       | При проглатывании немедленно обратиться за медицинской помощью и предъявить упаковку или этикетку материала                             |
| S47       | Хранить при температурах, не превышающих … °C (указывает производитель)                                                                 |
| S48       | Хранить увлажненным … (вещество указывает производитель)                                                                                |
| S49       | Хранить только в оригинальной упаковке                                                                                                  |
| S50       | Не смешивать с … (указывает производитель)                                                                                              |
| S51       | Работать только в хорошо проветриваемых помещениях                                                                                      |
| S52       | Не рекомендуется использование внутри помещения на больших площадях                                                                     |
| S53       | Избегать контакта — перед использованием получить специальные инструкции                                                                |
| S56       | Отработанный материал и тару сдавать на специальный пункт сбора опасных отходов                                                         |
| S57       | Во избежание загрязнения окружающей среды использовать соответствующую тару                                                             |
| S59       | Обратитесь к производителю/поставщику за информацией по переработке/утилизации материала                                                |
| S60       | Данный материал и его тару следует утилизировать как опасные отходы                                                                     |
| S61       | Не допускать попадания в окружающую среду. Смотрите специальные инструкции/паспорт безопасности материала                               |
| S62       | В случае проглатывания не вызывать рвоту немедленно обратиться за медицинской помощью и показать упаковку или этикетку материала        |
| S63       | В случае вдыхания вывести пострадавшего на свежий воздух и обеспечить покой                                                             |
| S64       | При проглатывании промыть рот водой (только если пострадавший в сознании)                                                               |

## Стандартные сочетания S-фраз
| Код фразы  | Расшифровка фразы |
| ---------- | --- |
| (S1/2)     | Хранить под замком в местах, недоступных для детей                                                                                                   |
| S3/7       | Хранить в плотно закрытом контейнере в прохладном месте                                                                                              |
| S3/7/9     | Хранить в прохладном и хорошо проветриваемом месте в плотно закрытой таре                                                                            |
| S3/9/14    | Хранить в прохладном, хорошо проветриваемом месте вдали от … (несовместимые материалы указывает производитель)                                       |
| S3/9/14/49 | Хранить только в оригинальной таре в прохладном, хорошо проветриваемом месте вдали от … (несовместимые материалы указывает производитель)            |
| S3/9/49    | Хранить только в оригинальной таре в прохладном, хорошо проветриваемом месте                                                                         |
| S3/14      | Хранить в прохладном месте вдали от … (несовместимые материалы указывает производитель)                                                              |
| S7/8       | Хранить контейнер плотно закрытым и сухим |
| S7/9       | Хранить контейнер плотно закрытым и в хорошо проветриваемом помещении                                                                                |
| S7/47      | Хранить контейнер плотно закрытым при температуре не выше … °C (температуру указывает производитель)                                                 |
| S20/21     | Во время работы не принимать пищу и напитки, не курить                                                                                               |
| S24/25     | Избегать попадания на кожу и в глаза |
| S27/28     | При попадании на кожу немедленно снять всю загрязненную одежду и промыть пострадавшее место большим количеством … (вещество указывает производитель) |
| S29/35     | Не сливать в канализацию; утилизировать материал и тару безопасным способом                                                                          |
| S29/56     | Не сливать в канализацию, для утилизации сдавать материал и тару на специальный пункт сбора опасных отходов                                          |
| S36/37     | Надеть соответствующую защитную одежду и перчатки |
| S36/37/39  | Надеть соответствующую защитную одежду, перчатки и средства защиты глаз/лица                                                                         |
| S36/39     | Надеть соответствующую защитную одежду и средства защиты глаз/лица                                                                                   |
| S37/39     | Надеть соответствующие перчатки и средства защиты глаз/лица                                                                                          |
| S47/49     | Хранить только в оригинальной таре при температуре, не превышающей … °C (температуру указывает производитель)                                        |